# Trịnh Trạch Quang
Trịnh Trạch Quang (tiếng Trung: 郑泽光; sinh tháng 10 năm 1963) là nhà ngoại giao Trung Quốc hiện giữ chức Đại sứ Trung Quốc tại Vương quốc Anh, nguyên Thứ trưởng Bộ Ngoại giao Trung Quốc.

## Tiểu sử
Sau khi giảng dạy tại một trường cấp hai ở Quảng Đông từ năm 1980 đến năm 1982, ông theo học tại Đại học Sư phạm Hoa Nam và Đại học Cardiff. Ông gia nhập Bộ Ngoại giao năm 1986 và có các vị trí tại Trinidad và Tobago và Hoa Kỳ. Trịnh Trạch Quang được coi là một chuyên gia về quan hệ Hoa Kỳ – Trung Quốc, chuyên về lĩnh vực đó từ năm 1990; ông được cho là ứng cử viên hàng đầu cho chức đại sứ tại Hoa Kỳ.
Vào tháng 9 năm 2021, ông bị Quốc hội Anh cấm tham gia trong khi lệnh trừng phạt của Trung Quốc đối với các nghị sĩ vẫn còn.